# Lamborghini : L'Homme derrière la légende
Pour les articles homonymes, voir Lamborghini (homonymie).
Pour plus de détails, voir Fiche technique et Distribution.
Lamborghini : L'Homme derrière la légende (Lamborghini: The Man Behind the Legend) est un film italo-américain réalisé par Robert Moresco et sorti en 2022. Il s'agit d'une adaptation de l'ouvrage Ferruccio Lamborghini. La storia ufficiale de Tonino Lamborghini, fils de Ferruccio Lamborghini. Ce dernier est ici incarné par Frank Grillo.

## Synopsis

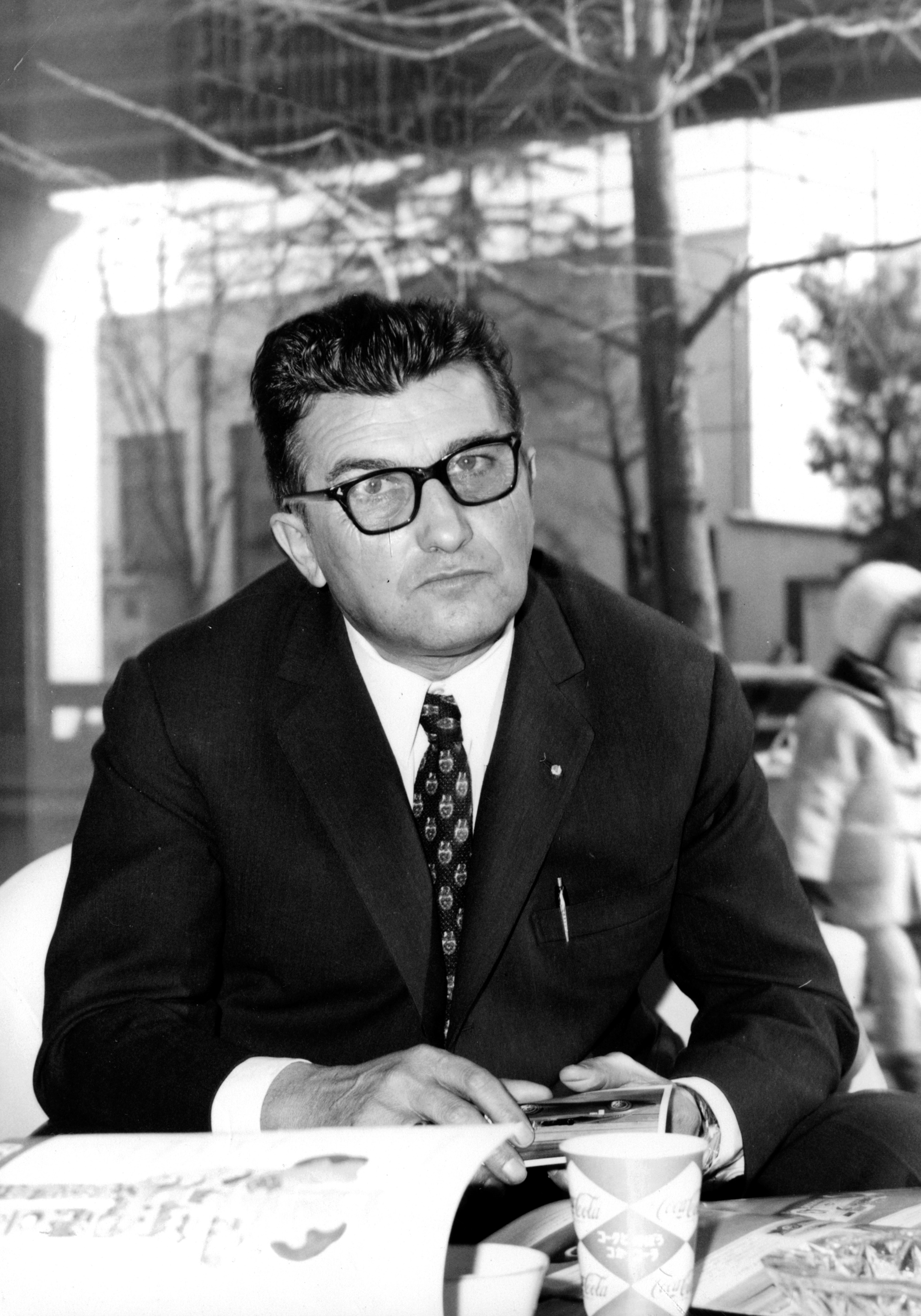
Ferruccio Lamborghini

L'entrepreneur italien Ferruccio Lamborghini commence sa carrière en développant des tracteurs agricoles avec sa société Lamborghini Trattori fondée en 1948. Le succès est au rendez-vous. Il se lance ensuite dans la construction automobile et fonde Lamborghini en 1963.

## Fiche technique
Sauf indication contraire, les informations mentionnées dans cette section peuvent être confirmées par la base de données cinématographiques IMDb,  présente dans la section « Liens externes ».
- Titre original : Lamborghini: The Man Behind the Legend
- Titre français : Lamborghini : L'Homme derrière la légende
- Réalisation : Robert Moresco
- Scénario : Robert Moresco, d'après Ferruccio Lamborghini. La storia ufficiale de Tonino Lamborghini
- Musique : Tuomas Kantelinen
- Décors : Tiberio Caporossi et Mauro Vanzati
- Costumes : Akiko Kusayanagi et Paola Marchesin
- Photographie : Blasco Giurato
- Montage : Kayla Emter
- Production : Monika Bacardi, Allen Dam, Andrea Iervolino, Danielle Maloni,

Producteurs délégués : Jeff Bowler, Thomas Fanning, Guglielmo Marchetti, Sergio Navarretta, Bret Saxon, Stefan Warhol et Andrea Zoso
- Sociétés de production : Ambi Pictures, Grindstone Entertainment Group, Iervolino & Lady Bacardi Entertainment, Lambo Film et Notorious Pictures
- Sociétés de distribution : Lionsgate (États-Unis), Program Store (France)
- Budget : n/a
- Pays de production :  États-Unis,  Italie
- Langue originale : anglais
- Format : couleur
- Genre : drame biographique, sport
- Durée : 97 minutes
- Dates de sortie[1] :
  - Italie : 23 octobre 2022 (festival de Rome)
  - États-Unis : 18 novembre 2022
  - France : 25 mai 2023 (en DVD)

## Distribution
- Frank Grillo (VF : Jérôme Pauwels) : Ferruccio Lamborghini
  - Romano Reggiani (VF : Jérôme Pauwels) : Ferruccio Lamborghini, jeune
- Gabriel Byrne (VF : Gabriel Le Doze) : Enzo Ferrari
- Mira Sorvino (VF : Déborah Perret) : Annita
- Fortunato Cerlino : Antonio Lamborghini
- Giorgio Cantarini : Silvio Lamborghini
- Eliana Jones : Billie Alland
- Francesca Tizzano : Gabriella

 Source et légende : version française (VF) sur RS Doublage

## Production
En décembre 2015, il est annoncé qu'Ambi Media Group développe un film sur l'entrepreneur Ferruccio Lamborghini. En mai 2017, il est rapporté que Michael Radford va réaliser le film d'après un script écrit par Robert Moresco et adapté du livre Ferruccio Lamborghini. La storia ufficiale écrit par Tonino Lamborghini, fils de Ferruccio Lamborghini,. En mars 2018, il est finalement annoncé que Michaelt Radford a finalement quitté le projet. Il est remplacé par Robert Moresco. En mai 2018, il est annoncé que le film sera cofinancé par TaTaTu, un réseau social fraîchement lancé.
En 2018, Antonio Banderas et Alec Baldwin sont annoncés dans les rôles respectifs de Ferruccio Lamborghini et Enzo Ferrari, alors que Romano Reggiani incarnera une version jeune de Ferruccio . Le tournage doit alors débuter en avril 2018 et se dérouler à Rome et Cento. En septembre 2021, Frank Grillo révèle qu'il a finalement remplacé Antonio Banderas dans le rôle-titre. Alec Baldwin a lui aussi quitté le projet mais le nom de son remplaçant n'est alors pas connu.
Le tournage débute à Rome en septembre 2021. Frank Grillo, Gabriel Byrne, Mira Sorvino, Romano Reggiani, Fortunato Cerlino ou encore Giorgio Cantarini sont alors annoncés,,,. La participation d'Eliana Jones est annoncé le mois suivant.

## Commentaire
Après avoir consacré un film à Ferruccio Lamborghini, le réalisateur Robert Moresco réalise Maserati: The Brothers (2025), sur les frères Maserati. Il prévoit de poursuivre avec deux autres longs métrages liés à l'automobile : Ferrari vs. Mercedes et Bugatti.